# Edita Hortová
Edita Hortová (* 20. února 1986, Třebíč) je česká modelka a II. vicemiss České republiky 2004.

## Osobní život
Edita Hortová pochází z Brna, kde navštěvovala i základní školu. V letech 2001–2005 studovala na Střední průmyslové škole stavební v Brně. Od roku 2006 studovala na Fakultě podnikohospodářské Vysoké školy ekonomické v Praze, kterou absolvovala v roce 2009.
Od roku 2007 žije s italským obchodníkem s uměním Michelangelem.

## Soutěže Miss
- Kočka Rádia Krokodýl 2001 – vítězka[2]
- Miss České republiky 2004 – II. vicemiss
- Miss Europe 2005 – TOP 12
- Miss Tourism Queen of the Year International 2005 – II. vicemiss
- Miss Leisure World 2008[3]